# Warnau
Warnau település Németországban, Schleswig-Holstein tartományban. Lakosainak száma 380 fő (2023. december 31.).

## Népesség
A település népességének változása:
| Lakosok száma | 333  | 341  | 341  | 371  | 381  | 380  |
|               | 1975 | 2017 | 2019 | 2021 | 2022 | 2023 |